# 20 mm pansarvärnsgevär m/42

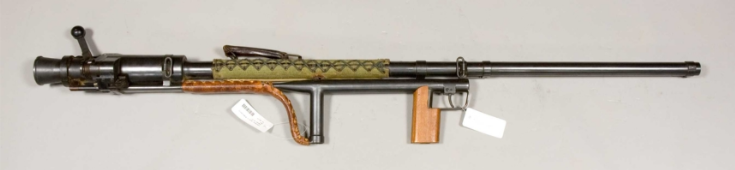
20 mm pvg m/42 hos Armémuseums samlingar.

20 mm pansarvärnsgevär m/42, kort 20 mm pvg m/42, var ett svensk pansarvärnsgevär från andra världskriget som fungerade enligt bakblåsprincipen. Det var det första vapnet enligt principen att sättas i serieproduktion vid Carl Gustafs stads gevärsfaktori. Dess pansarprojektil kunde slå igenom cirka 40 mm valsat homogenpansar på nära avstånd.
Vapnet följdes upp med 8,4 cm granatgevär m/48 som även bygger på bakblåsprincipen.